# Okoyo

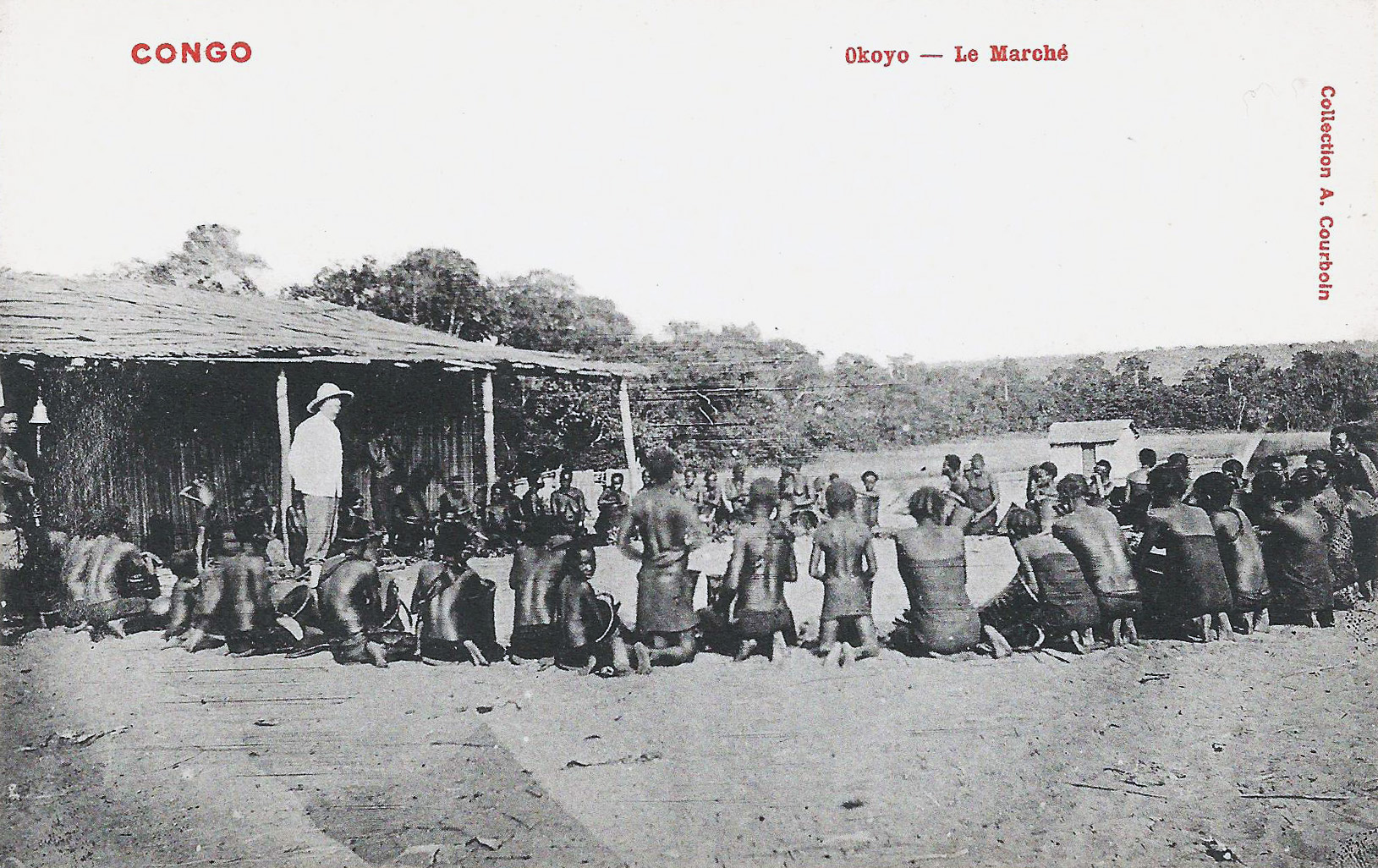
Le marché d'Okoyo, vers 1902.

Okoyo est une ville de République du Congo, chef-lieu du district du même nom, située dans la région de la Cuvette. Elle se trouve à une cinquantaine de kilomètres de la frontière avec le Gabon, sur le cours de l'Alima.